# Camorra (1972)
Camorra ist ein Kriminalfilm von Pasquale Squitieri aus dem Jahr 1972 mit Fabio Testi und Jean Seberg in den Hauptrollen. Die italienisch-französische Koproduktion kam stark gekürzt am 14. Juni 1973 erstmals in die deutschsprachigen Kinos. Auf Video erhielt der Film den Titel Reden heißt sterben.

## Handlung
Nachdem Tonino Russo, der Sohn ehrlicher Arbeiter, wegen Körperverletzung zwei Jahre im Gefängnis abgesessen hat, wird er bei seiner Entlassung von seiner ehemaligen Motorradbande empfangen und von dessen Chef zum Messerduell gefordert. Tonino kann es für sich entscheiden und erregt so die Aufmerksamkeit von Camorra-Boss Don Mario Capece, der ihm anbietet, für seine Organisation zu arbeiten. Der ehrgeizige Tonino klettert in der Hierarchie bald nach oben. Als er bereits über zwei Casinos gebietet, schmiedet er mit Capeces Frau zusammen Pläne zu dessen Absetzung. Capece kommt hinter die Machenschaften und tötet seine Frau. Er versucht auch Tonino loszuwerden und entführt schließlich seinen kleinen Bruder. Tonino kann ihn aufspüren, lässt sich dann aber auf Bitten seines Vaters von der Polizei festnehmen, um kein schlechtes Vorbild für seinen Bruder zu werden.

## Kritik
Trotz einiger nach Schablone gefertigter psychologischen Figurenzeichnungen sei der Film dank geschickter Schnitttechnik und weil er den Spannungsbogen halten könne, uneingeschränkt wirkungsvoll, so Segnalazioni Cinematografiche. Auch das Lexikon des internationalen Films lobte: „Streckenweise sehr dichter Gangsterfilm mit sozialkritischen Bezügen, der das soziale Elend einer Großstadt als Nährboden für das organisierte Verbrechen in seine Handlung miteinbezieht.“ Während Roberto Chiti vor allem die Verdienste des Regisseurs herausstellt, fasst Michael Cholewa zusammen: „Es vereinen sich wirklich alle guten Eigenschaften des italienischen Kriminalfilms.“

## Bemerkungen
Die Filmlieder Reginella und Chiove werden von Roberto Murolo interpretiert.